# С-25 (НАР)
С-25 — советская/российская неуправляемая авиационная ракета, разработанная в КБ «Точмаш». С-25 предназначены для уничтожения техники и живой силы противника. Принята на вооружение ВВС СССР в июне 1975 года.
Данными ракетами оснащаются различные типы самолётов.

## Модификации

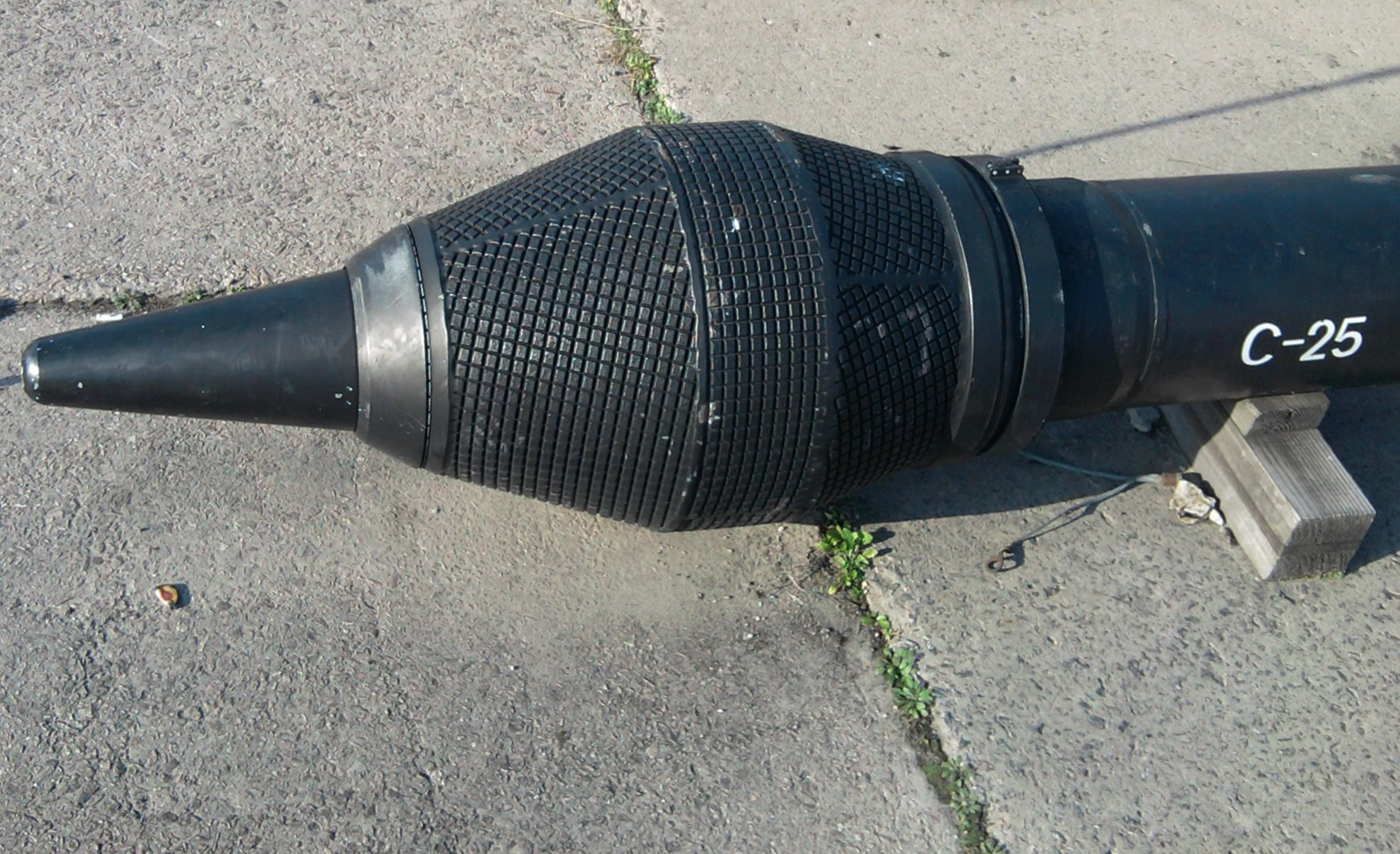
Осколочная боевая часть НАР С-25-О

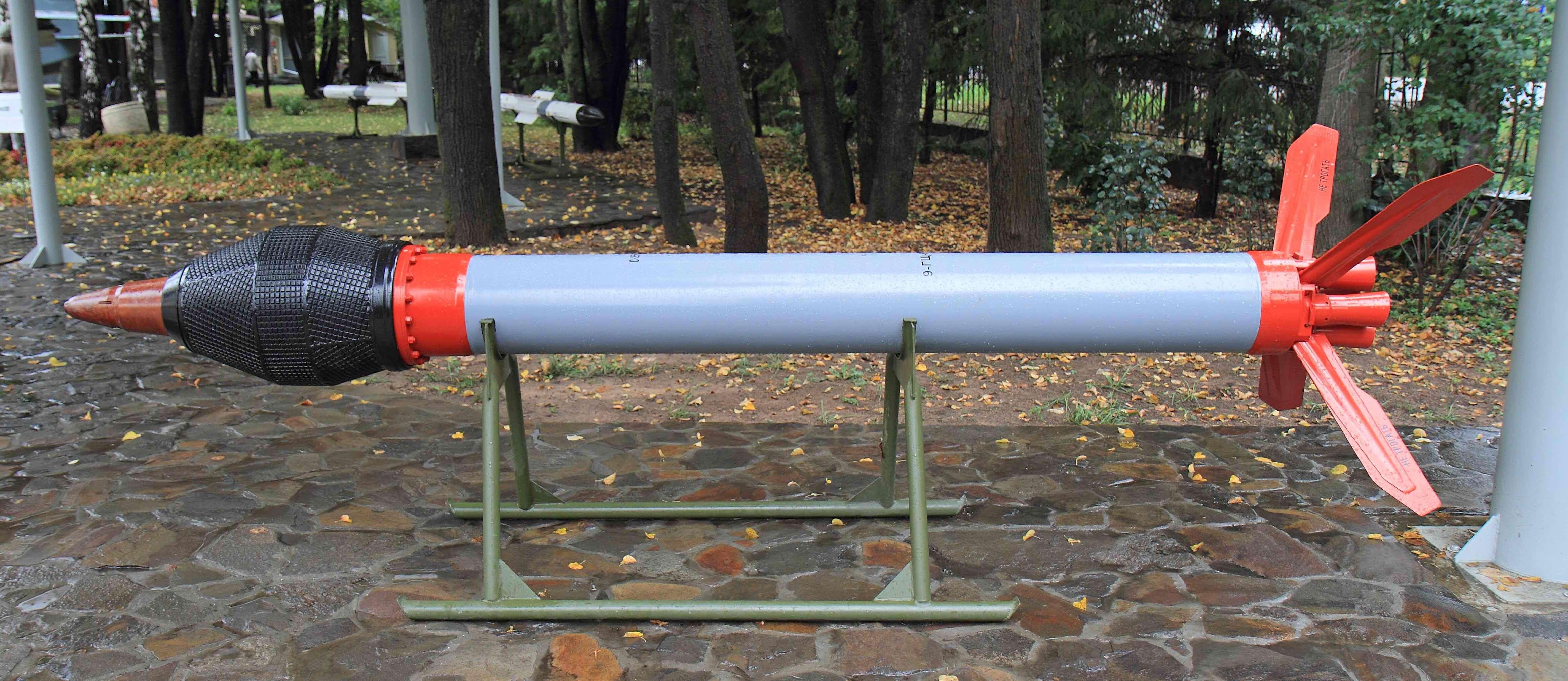
Осколочная НАР С-25-О

- С-25-О — 1975 г., с осколочной боевой частью
- С-25-ОФ — 1975 г., с осколочно-фугасной боевой частью
- С-25-ОФМ — 19?? г., с осколочно-фугасной боевой частью проникающего типа
- С-25Л — 1979 г., корректируемый вариант снаряда С-25-ОФМ с лазерной полуактивной ГСН 24Н1, дальность пуска 3-7 км.
- С-25ЛД — 1984 г., корректируемый, с дальностью пуска увеличенной до 10 км.

## Тактико-технические характеристики
Модификация: С-25-О

Предназначен для поражения легкобронированной, легкоуязвимой техники и живой силы противника.
- Дальность пуска: 1600-3000 м
- Боевая часть: осколочная
  - Количество осколков: 9000, в т.ч 5500 с массой от 2-3 до 20 грамм
  - Масса БЧ: 151 кг
  - Масса ВВ: 58 кг
- Взрыватель: радиовзрыватель РВ-25 «Дятел», высота подрыва 5-10 м
- Скорость полёта: 505—555 м/с
- Масса снаряда: 370 кг
- Калибр: 420/266 мм
- Длина: 3760 мм
- Размах оперения: 1170 мм
- Пусковое устройство: О-25

Модификация: С-25-ОФ

Предназначен для поражения прочных целей — укрытий, командных пунктов, аэродромных убежищ и ВПП, фортификационных сооружений полевого и городского типа и других защищённых объектов включая корабли и железнодорожные сооружения.
- Боевая часть: осколочно-фугасная
  - Масса БЧ: 194 кг
  - Масса ВВ: 27 кг
- Взрыватель: контактный Н-28
- Скорость полёта: 490—510 м/с
- Масса снаряда: 410 кг
- Калибр: 340/266 мм
- Длина: 3560 мм

Модификация: С-25-ОФМ
- Боевая часть: осколочно-фугасная проникающего типа
  - Масса БЧ: 150 кг
  - Масса ВВ: 20 кг
- Взрыватель: контактный замедленного действия И-415
- Скорость полета: до 550 м/с
- Масса снаряда: 370 кг
- Длина: 3560 мм

Модификация: С-25Л
- Дальность пуска: 3000-7000 м
- Система наведения: лазерная полуактивная ГСН 24Н1
- Круговое вероятное отклонение: 4-7 (3-4) м
- Скорость полета: до 500 м/с
- Масса снаряда: 397 кг
- Длина: 4038 мм
- Пусковое устройство: О-25Л

Модификация: С-25ЛД
- Дальность пуска: до 10 000 м
- Масса снаряда: 400 кг